# Новозотовське
Новозотовське (рос. Новозотовское) — присілок у Волховському районі Ленінградської області Російської Федерації.
Населення становить 31 особу. Належить до муніципального утворення Паське сільське поселення.

## Історія
Згідно із законом № 56-оз від 6 вересня 2004 року належить до муніципального утворення Паське сільське поселення.

## Населення
| 2007 | 2010 | 2012 | 2017 |
| ---- | ---- | ---- | ---- |
| 37   | ↗40  | →40  | ↘31  |